# La signora amava le rose (film)
La signora amava le rose è un film del 1968 diretto da Ulu Grosbard e basato sull'omonimo dramma del 1964 di Frank D. Gilroy vincitore del Premio Pulitzer.

## Trama
L'amore tra John e Nelly, una coppia di mezza età, è incrinato da incomprensioni e da un muro di orgoglio che, negli anni, i due coniugi hanno alzato l'uno contro l'altro. Il rientro a casa del figlio Timmy, reduce dalla Seconda guerra mondiale, non fa che acuire il conflitto.

## Riconoscimenti
- 1969 - Premio Oscar
  - Miglior attore non protagonista (Jack Albertson)
  - Candidatura Miglior attrice protagonista (Patricia Neal)